# 罗多彼州
羅多彼州（希臘語：Ροδόπη；ro̞ˈðo̞pi）是希臘北部的一個州，屬色雷斯和東馬其頓大區。北鄰保加利亞，南臨愛琴海。面積2,543平方公里，2001年人口112,883人。首府科莫蒂尼。
下分9市3鎮。希臘穆斯林佔當地人口的51.77%。當地也是希臘穆斯林最集中的地區。